# Момбуей
Момбуей (ісп. Mombuey) — муніципалітет в Іспанії, у складі автономної спільноти Кастилія-і-Леон, у провінції Самора. Населення — 437 осіб (2010).
Муніципалітет розташований на відстані близько 280 км на північний захід від Мадрида, 75 км на північний захід від Самори.
На території муніципалітету розташовані такі населені пункти: (дані про населення за 2010 рік)
- Фресно-де-ла-Карбальєда: 29 осіб
- Момбуей: 350 осіб
- Вальпараїсо: 58 осіб

## Демографія
Динаміка населення (INE ):

## Галерея зображень

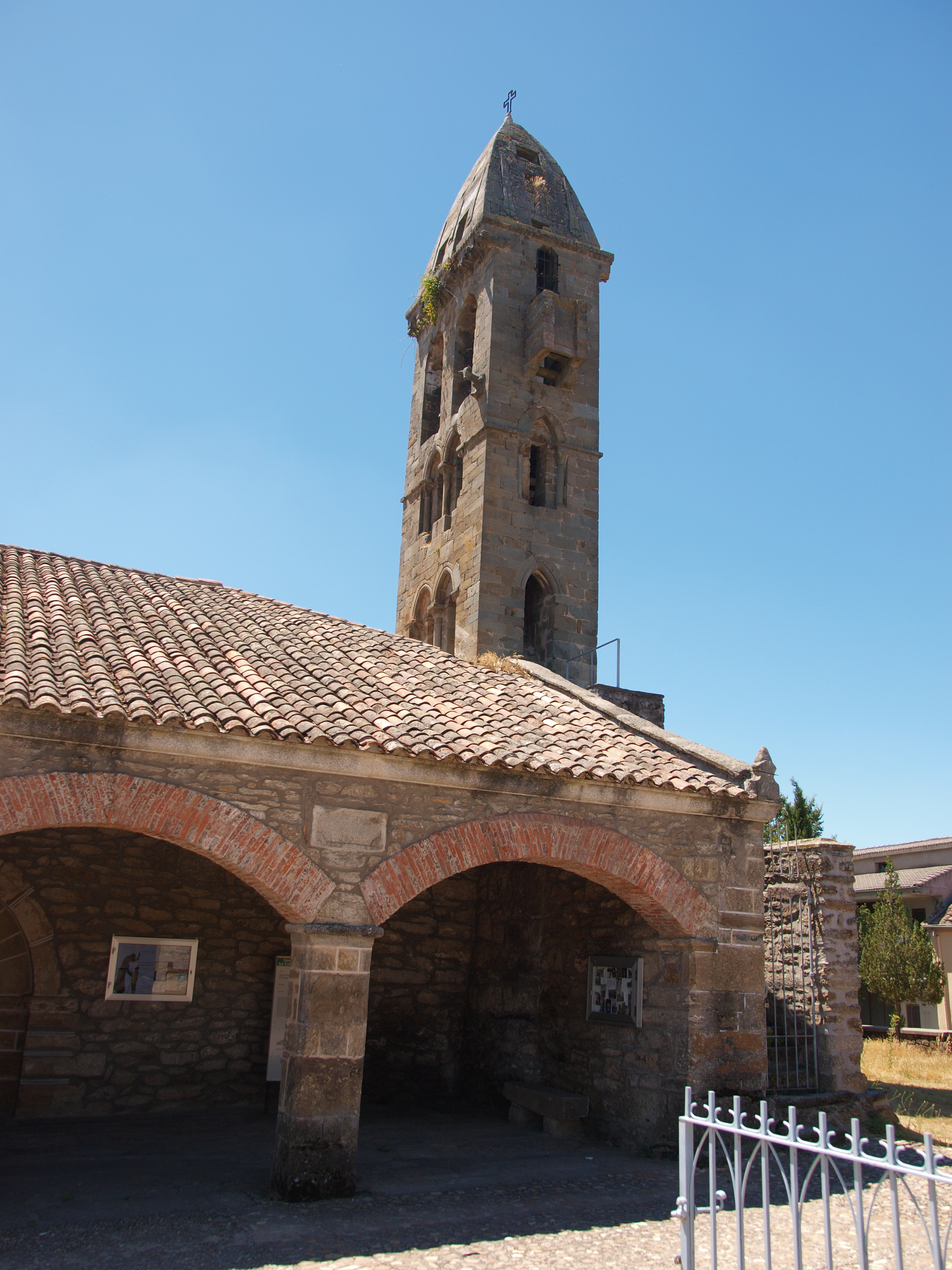
Дзвіниця церкви